# Paranonychidae
Famille
Les Paranonychidae sont une famille d'opilions laniatores. On connaît prés d'une trentaine d'espèces dans neuf genres.

## Distribution
Les espèces de cette famille se rencontrent en Amérique du Nord et en Asie de l'Est.

## Liste des genres
Selon World Catalogue of Opiliones (19/05/2021) :
- Izunonychus Suzuki, 1975
- Kainonychus Suzuki, 1975
- Kaolinonychus Suzuki, 1975
- Metanippononychus Suzuki, 1975
- Metanonychus Briggs, 1971
- Nippononychus Suzuki, 1975
- Paranonychus Briggs, 1971
- Sclerobunus Banks, 1893
- Zuma Goodnight & Goodnight, 1942

## Publication originale
- Briggs, 1971 : « The harvestmen of family Triaenonychidae in North America (Opiliones). » Occasional Papers of the California Academy of Sciences, no 90, p. 1–43 (texte intégral).